# Alix Girod de l'Ain
 (décembre 2018).
Pour les articles homonymes, voir Girod et Girod de l'Ain.
Alix Girod de l'Ain, née le 3 juillet 1965, à Boulogne-Billancourt, est une écrivaine, journaliste et scénariste française. Elle travaille pour le magazine Elle.

## Biographie
Elle est l'épouse de Laurent Laffont (directeur général aux éditions Jean-Claude Lattès) et la belle fille de Robert Laffont.
Son roman De l'autre côté du lit, chez l'éditeur Anne Carrière, a connu un énorme succès littéraire et a été adapté au cinéma en 2008 par la réalisatrice Pascale Pouzadoux, sous le même titre, avec Sophie Marceau et Dany Boon dans les rôles titres, avec 1,8 million de spectateurs en France (janvier à mars 2009).
En 2003, elle fut membre du jury du prix René-Goscinny. Depuis 2004, elle est membre du prix Vaudeville, devenu prix de la Coupole en 2011.
Elle était chroniqueuse au Fou du roi à la radio sur France Inter.
De 2011 à 2016[réf. souhaitée], elle est chroniqueuse dans l'émission Il n'y en a pas deux comme Elle sur Europe 1.[réf. à confirmer]
Elle a été[Quand ?] chroniqueuse dans l'émission radiophonique À la bonne heure[réf. souhaitée].
En 2018, elle est éditorialiste au journal Elle,[réf. souhaitée].

## Ouvrages
- Comment se faire épouser ?, éditions Anne Carrière, 1996.
- Toi, mon bébé, avec Géraldine Carré, éditions de La Martinière, coll. « Patrimoine Divers », 13 septembre 1999  (ISBN 2732425532) : recueil de témoignages de femmes célèbres autour de la maternité.
- De l'autre côté du lit, Anne Carrière, 2003 (premier roman ; voir aussi le film De l'autre côté du lit)[6].
- Sainte futile, Anne Carrière, 2006.
- La Vraie Vie du Dr Aga, avec Soledad Bravi, Casterman, 2010.
- Un bon coup de jeune, Anne Carrière, 2012.
- L'amour est tout près, Célibataires les clés pour être heureux à deux, avec Karine Le Marchand, éditions Philippe Rey, 2013.